# 赫里亞西克
51°16′59″N 25°53′2″E / 51.28306°N 25.88389°E
赫里亞西克（烏克蘭語：Хряськ）是烏克蘭西部的村莊，隸屬沃倫州的卡明-卡希爾斯基區。該村始建於1577年，面積2.64平方公里，海拔高度164米，2001年人口724，人口密度每平方公里273.83人。